# Mundenhof
Der Mundenhof liegt am westlichen Stadtrand von Freiburg im Breisgau und ist mit 48 Einwohnern der mit Abstand kleinste Stadtteil Freiburgs. Das Tiergehege auf seinem Gebiet ist als Naturerlebnispark ein vielbesuchtes Ausflugsziel. Auf dem Gelände befindet sich auch die Stadtgärtnerei Freiburg.

## Geschichte

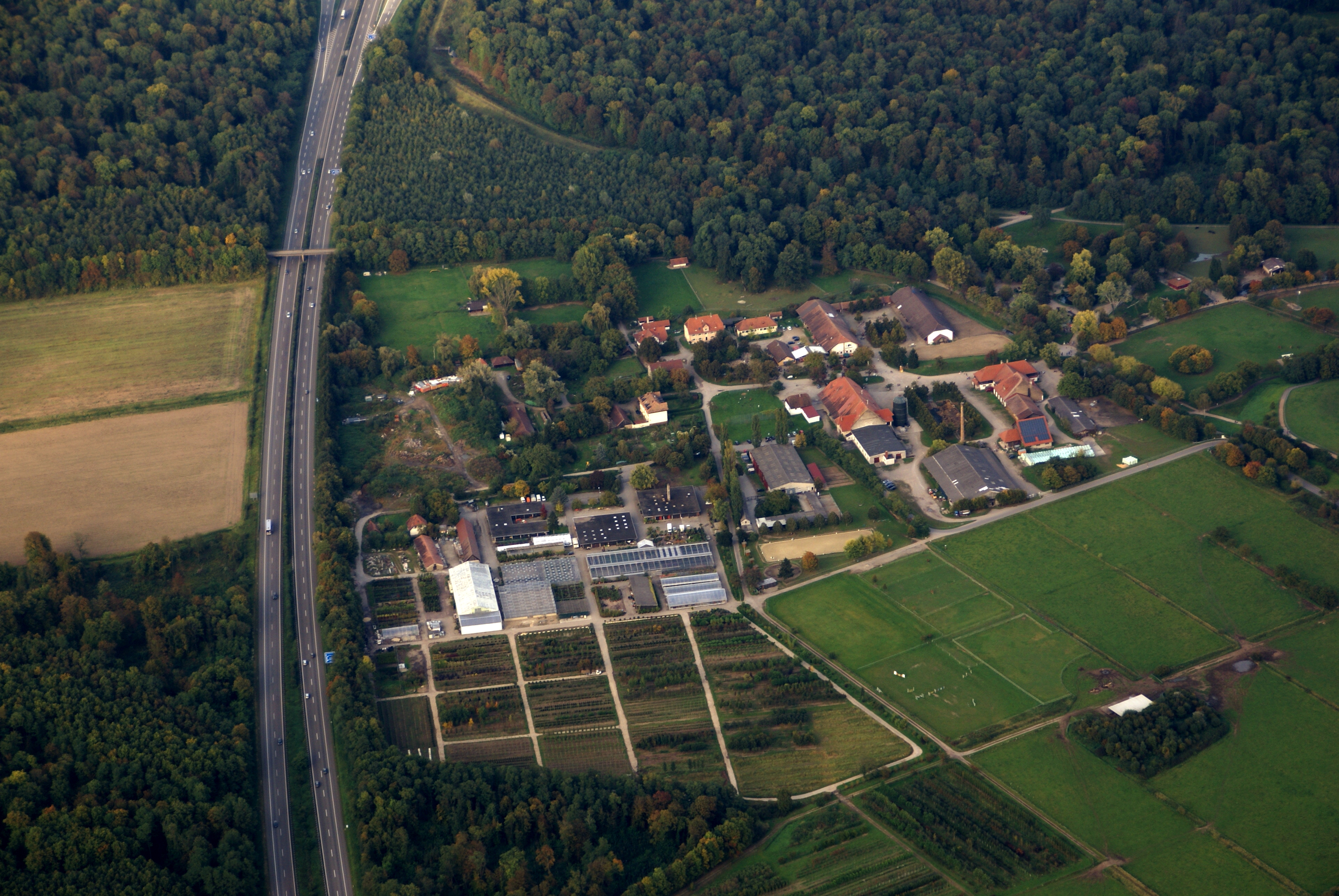
Luftbild des Stadtgutes

Das Stadtgut Mundenhof wurde erstmals am 12. September 864 urkundlich erwähnt. Es handelt sich hierbei um eine Schenkungsurkunde, in welcher der Besitzer, der Priester Rumolt, diesen landwirtschaftlich genutzten Gutshof Muntichova dem Kloster St. Gallen vermachte. 1294 bis 1806 war Mundenhofen im Besitz des Klosters Günterstal und fiel nach Auflösung des Klosters im Rahmen der Säkularisation an das Großherzogtum Baden, das es 1808 wiederum an die Universität Freiburg verkaufte. Die Stadt Freiburg erwarb 1889 einen Großteil des Geländes und wollte es landwirtschaftlich nutzen. Nachdem die Stadt 1891 große Flächen in der Nähe erworben hatte, legte man dort die Freiburger Rieselfelder, eine natürliche Kläranlage für die Stadt, an und bewirtschaftete diese vom Mundenhof aus. Diese Flächen mussten 1920 dann auf 320 Hektar erweitert werden. Es war einer der größten landwirtschaftlichen Betriebe in Baden-Württemberg. Zu den besten Zeiten wurden 400 Rinder gehalten, die rund 400.000 Liter Milch produzierten. Hinzu kam Schweinezucht und Feldwirtschaft. 1985 wurde der Rieselbetrieb eingestellt, somit entfiel auch das Abwassergeld, zusammen mit dem Preisverfall war der Betrieb nicht mehr wirtschaftlich. Um weiter zu überleben, baute man ihn in einen ökologischen Musterbetrieb um, der bis heute den Stroh- und Futterbedarf des Tiergeheges deckt. Aus Teilen der Rieselfelder ist ab 1992 sowohl der neue Stadtteil Rieselfeld mit einer Größe von 118 Hektar, als auch das Naturschutzgebiet Rieselfeld, welches zwischen dem Stadtteil und dem Mundenhof liegt, entstanden.
Das Gelände des Gutshofes lag, obwohl im Besitz der Stadt Freiburg, bis zum 31. Dezember 1977 auf der Gemarkung von Umkirch. Aufgrund einer Volksabstimmung unter den Einwohnern wurde es am 1. Januar 1978 auch politisch der Stadt Freiburg angegliedert. Umkirch bekam dafür als Teilausgleich eine kleinere, ehemals zum Freiburger Stadtteil Lehen gehörende Gemarkungsfläche westlich der Autobahn A 5.

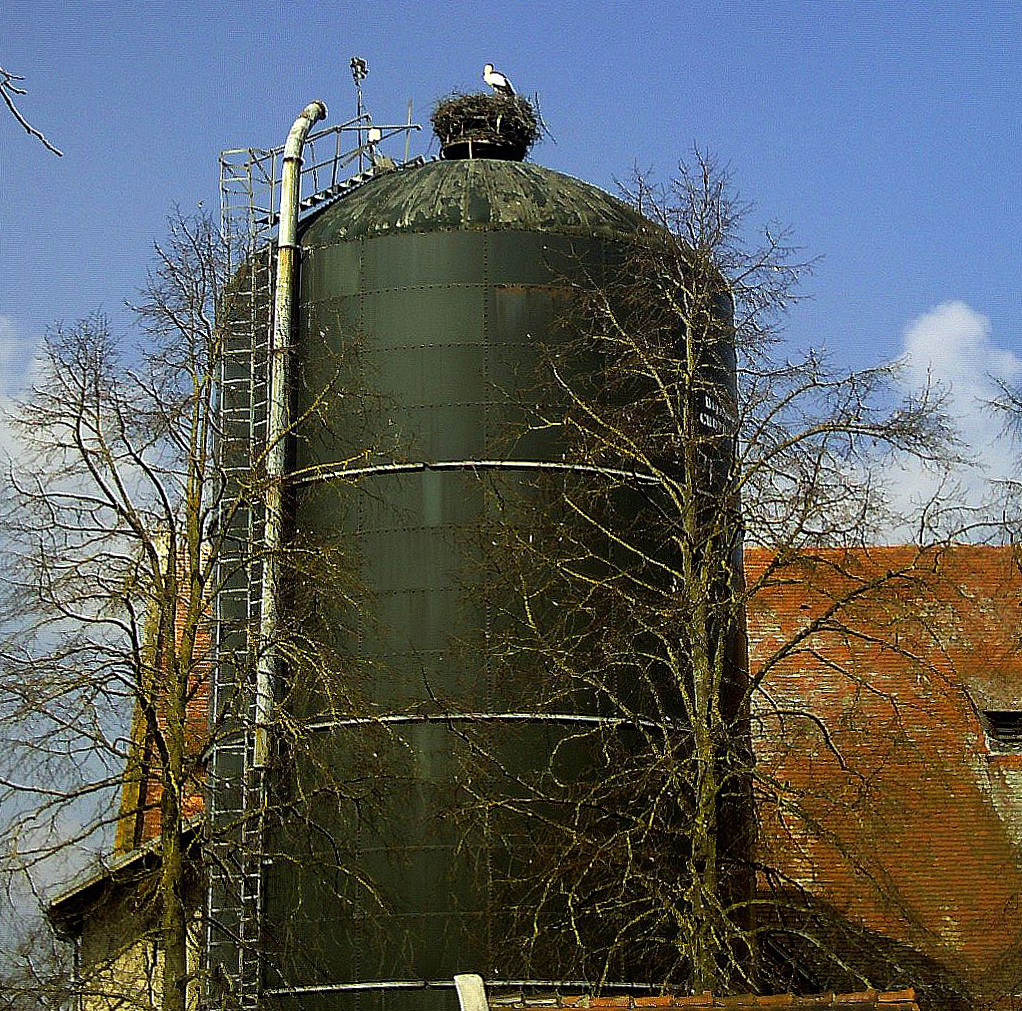
Der 2020 abgerissene Silo mit Storchennest

Seit den 1960er Jahren stand ein Silo für Futtermais auf dem Gutshof. Da es seit 1989 keine Milchwirtschaft mehr gab, wurde es als Holzlager, 2004 und 2006 auch als Klangraum oder Skulpturenhalle genutzt. Die Störche, die die Silospitze bewohnten, hatten ihr Nest immer größer gebaut, dass es im Januar 2020 ein Sturm mitsamt dem Silodeckel herunterriss. Als dann Rost und andere Schäden entdeckt wurden, entschied man sich im März zum Abriss. Für die Störche soll es ein neues Quartier geben.
Im Februar 2021 musste das 1100 Kilogramm schwere Storchennest auf dem 30 Meter hohen Kamin von der Berufsfeuerwehr mit dem Verein Weißstorch unter Einsatz eines Feuerwehr-Krans, einer Gelenkbühne und einer Drehleiter zurückgebaut werden, um einen Absturz zu verhindern.

## Tiergehege
Ab dem Jahr 1968 wurde ein Teil des Geländes zu einem kleinen Tierpark umgestaltet, der in Abgrenzung zu größeren Anlagen dieser Art Tiergehege genannt wird, mit 38 Hektar Fläche ist es das größte Tiergehege Baden-Württembergs. Der damalige Bürgermeister Eugen Keidel hat dieses Projekt stark gefördert und am 28. September 1968 das Gehege eröffnet. 1971 wurde die Fördergemeinschaft Freiburger Tiergehege e. V. gegründet. Heute werden hier vor allem Haustierrassen aus aller Welt und einige Wildtierarten gezeigt. Ein besonderes Anliegen ist es, vom Verschwinden bedrohte Haustierarten zu zeigen und zu pflegen. Das Freigelände ist in acht Bereiche unterteilt, welche die verschiedenen Tierarten, nach Erdteilen geordnet, beherbergen. Im Tierpark finden sich unter anderem Pfaue, Gibbon- und Javaneraffen, Emus, Strauße, Alpaka, Yaks und Lamas. Zu sehen sind etwa 30 Tierarten mit insgesamt etwa 180 Tieren. In einem ehemaligen Pferdestall der Anlage betreibt der Verein der Aquarien- und Terrarienfreunde e. V. eine Schauaquarienanlage mit Becken von 500 l bis 3000 l in der sich fünf Meerwasser-, sieben Süßwasserbecken und drei Terrarien befinden. Auch diese Anlage kann kostenlos besichtigt werden und finanziert sich nur über Spenden. Im Juni 2015 musste der Braunbär Joschi wegen Arthrose und einer Krebserkrankung eingeschläfert werden. Sein Zwillingsbruder Janosch (beide * 1986) war bereits im Juli 2011 ebenfalls wegen Arthrose eingeschläfert worden.
Das Bärengehege wurde umgestaltet und steht in Zukunft einem Buntmarderpärchen zur Verfügung. Nach langer Wartezeit traf im September 2019 ein Weibchen ein, das Männchen kam etwas verspätet im Dezember. 2021 wurde der Mundenhof vom Berufsverband der Zootierpfleger für dieses Gehege mit dem Biber-Preis ausgezeichnet. Schon 2011 gab es den Preis für die Javaneraffenanlage.
Außerdem bietet der Tier-Natur-Erlebnispark ein weitläufig verzweigtes Wegenetz mit diversen Aussichtspunkten, von denen man die Stadt Freiburg und deren Umland gut sehen kann. Neben einem Gastronomiebetrieb gibt es auch Spielplätze. Ferner nisten Störche auf dem Gelände, deren Nest mittels einer Webcam beobachtet werden kann.
Geöffnet ist der Kleinzoo täglich rund um die Uhr. Der Eintritt ist frei, das Gehege finanziert sich teilweise über Spenden und die Parkplatzgebühren, die auf dem Gelände zu entrichten sind. Den Großteil finanziert die Stadt Freiburg.
Inzwischen ist das Tiergehege von der Besucherzahl bei 8.000 am Tag, an seine Belastungsgrenzen gekommen, besonders an Wochenenden. Aus der ganzen Region und sogar aus dem Elsass kommen die Besucher. 2018 zählte man davon 390.000. Zwischen 2013 und 2018 sind die Besucherzahlen um 34 Prozent gestiegen. Daher will die Stadt das Gehege zwischen Autobahn und Naturschutzgebiet erweitern, zumal angrenzend der neue Stadtteil Dietenbach gebaut wird. 2019 wurde der Ausbau der Gaststätte und der Toiletten abgeschlossen, ein Jahr zuvor der Betriebshof.
Seit 1999 hat der Mundenhof im Zentrum auch ein Gehege für Erdmännchen. Die Population wuchs bis 2015 auf zehn Tiere an. 2016 starb das Alphaweibchen in hohem Alter. Ein anderes rückte an ihre Stelle, jedoch kam es zu keinem weiteren Nachwuchs. Versuche, die Gruppe durch neue Tiere von außen zu verjüngen, schlugen fehl, bis nur noch ein Pärchen übrig blieb. Das verbliebene Weibchen verschwand am Martinstag 2020 unter ungeklärten Umständen. So wurde Mitte Dezember das verbliebene Männchen mit dem Namen Stuttgart an einen anderen Tierpark abgegeben. Anschließend begann eine Umgestaltung und Aufwertung des Geheges. Mitte Mai 2021 gab die Stadt bekannt, dass jetzt dort Riesenkaninchen der Rasse Deutsche Riesenschecke leben.
Mitte Dezember 2020 musste der letzte Uhu, der 40 bis 50 Jahre alt war, eingeschläfert werden. Er war schon eine Weile nicht mehr geflogen. Spätestens seit Mitte der 1970er Jahre gab es fünf Uhus auf dem Mundenhof, die nach und nach altersbedingt starben. Das Uhu-Gehege wird nun auch umgestaltet. Es war das letzte, das nicht mehr der artgerechten Haltung entsprach. Dort sollen später neue Erdmännchen einziehen.
Im Juli 2021 bekam der Mundenhof zu den beiden Straußenhennen noch den Hahn Kito. Da das Straußengehege schon lange zu klein ist, plant man eine Verbindung mit dem verlassenen Uhugehege, in dem auch neue Erdmännchen Platz finden sollen. Die rund 400.000 Euro, die die neue Anlage kosten soll, werden teilweise vom Förderverein und weiteren Spendern finanziert. Im Sommer 2022[veraltet] soll sie bezugsfertig sein.
KonTiKi
Mit dem Ziel, Stadtkinder aus allen sozialen Schichten mit Tieren und der Natur in Berührung zu bringen, wurde das pädagogische Projekt „KonTiKi“ (Kontakt Tier-Kind) gegründet, bei dem Kinder ab sechs Jahren die Möglichkeit haben, in ihrer Freizeit Pflanzen und Tiere kennenzulernen, mit ihnen respektvoll umzugehen, Verantwortung zu übernehmen und soziale Erfahrungen zu machen.

## Zelt-Musik-Festival

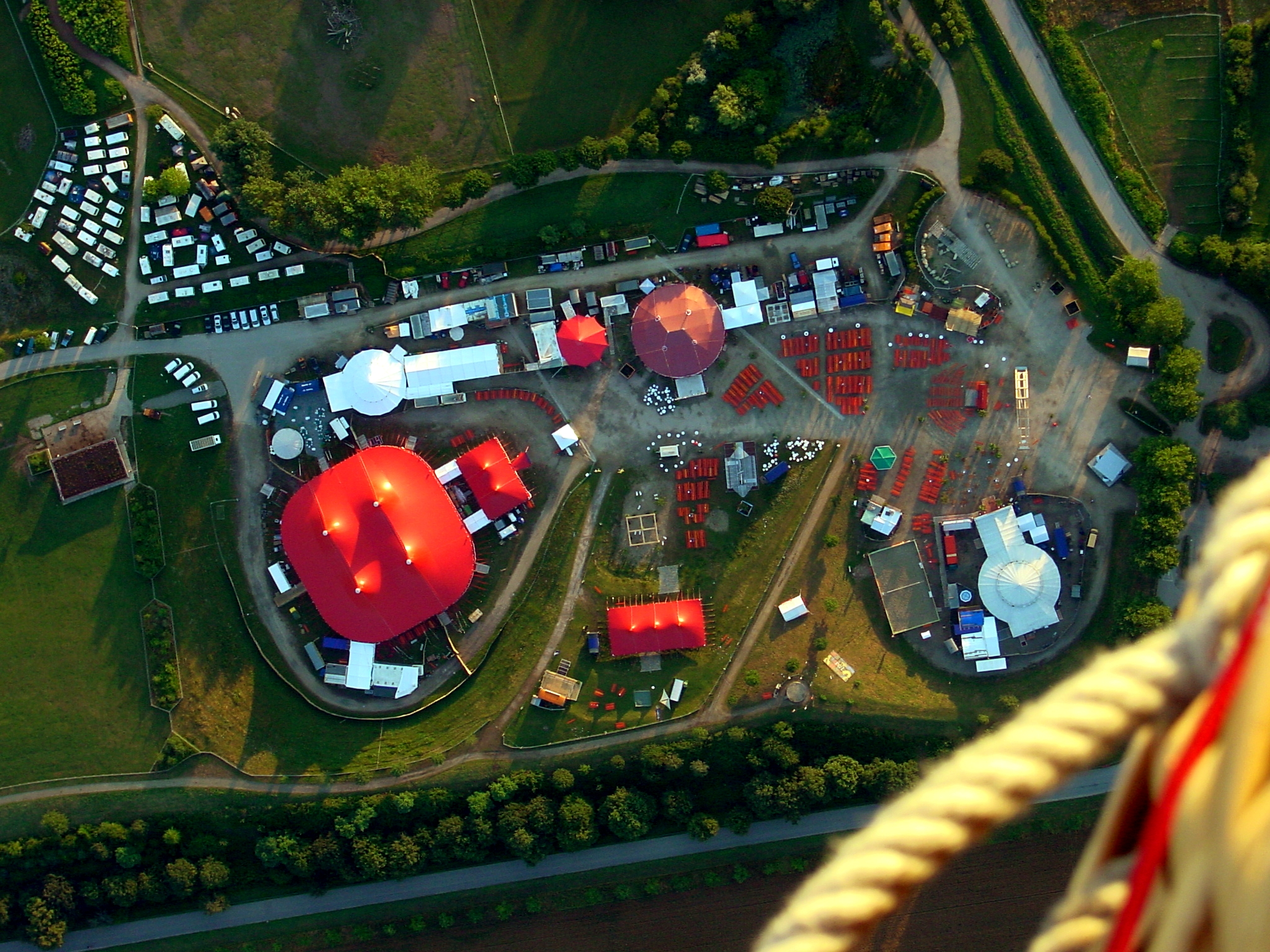
Luftbild des Zelt-Musik-Festivals 2005, am oberen Bildrand das Tiergehege

Neben dem Gelände des Tiergeheges befindet sich eine gestaltete Freifläche, auf der jedes Jahr das internationale Zelt-Musik-Festival (ZMF) stattfindet. Es ist eine der ältesten Veranstaltungen dieser Art in Europa und lockt mit seiner Mischung aus klassischer E- und moderner U-Musik zahlreiche Musikfans in die Zirkuszelte und das Spiegelzelt. Für die Aufnahme von Flüchtlingen standen hier von November 2015 bis März 2016 winterfeste Zelthallen und beherbergten bis zu 280 Flüchtlinge. Um den Platz für das ZMF frei zu machen, wurden die Hallen zur Messe verlegt.

## Anbindung
Der Mundenhof ist durch die Straßenbahnlinie 5 von der Endhaltestelle Bollerstaudenstraße in Rieselfeld in ca. 15 Minuten fußläufig erreichbar. Im Zuge des Baus des neuen Stadtteils Dietenbach soll die Straßenbahn von der Bollerstaudenstraße um drei Stationen bis zur Straße Am Tiergehege verlängert werden. Zusätzlich verkehrt der Bus der Linie 19 von der Straßenbahnhaltestelle Paduaallee in Lehen zum Mundenhof, die allerdings nicht samstags und sonst vier bis sieben Mal pro Tag fährt. Eine Station des Fahrradverleihsystems Frelo ist vorhanden. Der FR 5 führt vom Stühlinger über den Dietenbachpark zum Mundenhof und weiter zum Opfinger See.

Für die Nutzung der vorhandenen Parkplätze wird eine Gebühr in Höhe von 10 € pro Tag erhoben, die der Finanzierung des Tiergeheges dient und einen ansonsten kostenlosen Eintritt ermöglicht.